# Liste der portugiesischen Botschafter in Nepal
Die Liste der portugiesischen Botschafter in Nepal listet die Botschafter der Republik Portugal in Nepal auf. Die beiden Länder unterhalten seit 1976 direkte diplomatische Beziehungen.
1978 akkreditierte sich der erste portugiesische Vertreter in der nepalesischen Hauptstadt Kathmandu. Portugal eröffnete keine eigene Botschaft in Nepal, das Land gehört weiterhin zum Amtsbezirk des portugiesischen Botschafters in Indien, der sich dazu in Kathmandu zweitakkreditiert (Stand 2019).

## Missionschefs
| Name                                                | Bild  | Amtszeit  | Anmerkungen                                                       |
| Nepal                                               | Nepal | Nepal     | Nepal                                                             |
| --------------------------------------------------- | ----- | --------- | ----------------------------------------------------------------- |
| Luis Gaspar da Silva                                |       | seit 1976 | Botschafter mit Amtssitz Neu-Delhi, am 6. April 1978 akkreditiert |
| João Eduardo Monteverde Pereira Bastos              |       | seit 1979 | Botschafter mit Amtssitz Neu-Delhi                                |
| António Manuel da Veiga e Meneses Cordeiro          |       | seit 1982 | Botschafter mit Amtssitz Neu-Delhi                                |
| António Telo Moreira de Almeida de Magalhães Colaço |       | seit 1984 | Botschafter mit Amtssitz Neu-Delhi                                |
| Álvaro Manuel Soares Guerra                         |       | seit 1988 | Botschafter mit Amtssitz Neu-Delhi                                |
| José Augusto Baptista Lopes e Seabra                |       | seit 1993 | Botschafter mit Amtssitz Neu-Delhi                                |
| Marcello de Zaffiri Duarte de Mathias               |       | seit 1993 | Botschafter mit Amtssitz Neu-Delhi                                |
| Manuel Marcelo Monteiro Curto                       |       | seit 1997 | Botschafter mit Amtssitz Neu-Delhi                                |
| Francisco Manuel Guimarães Henriques da Silva       |       | seit 2001 | Botschafter mit Amtssitz Neu-Delhi                                |
| Joaquim José Lemos Ferreira Marques                 |       | seit 2002 | Botschafter mit Amtssitz Neu-Delhi                                |
| Luís Filipe Carrilho de Castro Mendes               |       | seit 2007 | Botschafter mit Amtssitz Neu-Delhi                                |
| Jorge Ayres Rosa de Oliveira                        |       | seit 2011 | Botschafter mit Amtssitz Neu-Delhi                                |
| João do Carmo Ataíde da Câmara                      |       | seit 2015 | Botschafter mit Amtssitz Neu-Delhi                                |